# 視障讀者服務
視障讀者服務（Library Services for the Blind）是圖書館的一種服務，其目的為顧及視障者之特殊性，藉由讓視障者能夠利用圖書館資源，並透過圖書館獲取夠多知識來源，彌補其無法直接使用一般圖書館資源之缺憾的。
從圖書館學五律可了解圖書館資源是為了服務全人類而存在，因此不能忽略視障讀者之需求，圖書館必須透過視障讀者服務來開拓視障朋友的文化資源，讓其享有求知的權力，激發其潛能，並提供視障者進修、學習、交誼的平台。

## 臺灣相關法案
- 1990年修訂之「殘障福利法」，第八條提到政府應按需要設立或補助盲人讀物出版社及盲人圖書館。
- 「殘障福利法」經過1995年及1997年三次修訂後更名為「身心障礙者保護法」，此法刪除舊法第八條規定，於第二十三條及第五十三條提到設立各障礙類別之相關教育資源及讀物。
- 「特殊教育法」第六條提及各級主管教育機關為改進教材及教具之需求，應主動委託學術或特殊教育機構研究。
- 1997年修正之「著作權法」第五十三條規定：「以增進盲人福利為目的，經主管機關許可之機構或團體，得以錄音、電腦或其他方式利用已公開發表之著作，專供盲人使用。」，此項規定對於視障讀者的資料來源有明確的法源保障；但仍不允許私人重製，資料重製單位 亦不限於圖書館。
- 2000年12月2日落幕之「第三次全國圖書館會議」中，將特殊讀者服務列入討論議題，是中華民國圖書館界正式面對身心障礙讀者服務的需求的回應，是圖書館服務向前跨步的象徵。
- 2011年12月，教育部指定國立臺灣圖書館為全國視障專責圖書館，肩負落實及推動視障電子化圖書資源整合與應用的任務。

## 視障圖書資料種類
- 有聲書─包含實體的CD,DVD與電子版的有聲書(DAISY格式或MP3格式)
- 點字圖書─紙本點字圖書、雙視圖書、點字電子圖書光碟、電子點字書
- 電子書─國立臺灣圖書館製作之無障礙版本電子書閱讀器及EPUB電子書、PDF電子書
- 報讀─報讀是指在視障者身旁的人代替其眼睛，將所見所聞告知，通常可分為二類：

1. 書籍雜誌、報紙等書面資料
2. 生活周遭景致，即口述影像

## 公共圖書館的視障讀者服務
以國立臺灣圖書館為例，為視障讀者提供下列服務：
1. 借閱證申請：可線上、郵寄、傳真或親自到館向國立臺灣圖書館視障資料中心辦理
2. 視障者各種閱讀資源包含：點字資料（點字圖書、雙視圖書、點字電子圖書光碟）及有聲資料（錄音帶、MP3有聲書光碟、DAISY有聲書光碟）及電子書（EPUB電子書、PDF電子書）
3. 提供視障者線上下載、館內閱覽、館外借閱、免費郵包寄送
4. 電子書：館方提供之電子書專用閱讀器具備自動語音報讀功能，同時可支援NVDA、導盲鼠等視障輔助軟體
5. 視障隨身聽APP (Android （页面存档备份，存于）、IOS 兩個版本)
6. 視障資源整合查詢服務：提供跨平台查詢全國視障閱讀資源（視障電子資源整合查詢系統 （页面存档备份，存于））
7. 讀者諮詢服務（線上、EMAIL、電話）
8. 讀者圖書推薦：接受視障讀者推薦，依著作權法授權將符合典藏政策的圖書合法轉製為點字、有聲或電子書。
9. 圖書館館舍定位及語音導覽服務
10. 終身學習推廣服務：不定期舉辦多元視障終身學習活動，包含視障資訊課程、系統推廣課程、系列講座活動、電影聽賞活動等
11. 館內提供視障閱讀輔具：盲用電腦組（含觸摸顯示器）28組、擴視機3臺、錄放音機12臺、擴視軟體2套、DAISY播放器4臺及中英文自動閱讀機9臺等設備
12. 捷運站視障者引導服務：視障者可向館方預約引導服務，由館員預先至捷運永安市場站出口引導前往圖書館

以台北市立圖書館為例，為視障讀者提供下列服務：
1. 借閱證申請─可郵寄、傳真或親自到館向啟明分館辦理
2. 報讀服務
3. 生活語音專線
4. 啟明讀書會─每雙週週六上午舉行有聲書之研討
5. 啟明之音─每月提供有聲刊物
6. 提供盲用電腦及輔助設備
7. 剪輯資料─剪輯視障相關資訊之報紙
8. 電子書─提供點字書及有聲書之電子檔

## 社會團體的視障讀者服務
- 有聲書錄製與贈送--將文字書錄製成DAISY格式，贈送給視障朋友或其他有需要的團體組織
- 協助轉檔--視障朋友將自己購買之文字書，委託社會團體轉錄成有聲書
- 推廣電子書平台--社會公益團體架設DAISY電子有聲書平台，提供視障朋友免費下載的管道
- 有聲書之編目、資料庫建立--將不同社會團體錄製之有聲書統一編目，建立資料庫，以方便查詢
- 語音電腦教學--協助視障朋友使用語音電腦軟體，增加他們使用電腦與上網獲取資訊的能力

## 未來趨勢
- 數位化--將有聲書或點字書製作成電子檔，更方便分享與下載
- 資源提供者改變--以往是由圖書館主導有聲書/點字書的製作，未來推廣方向將有所改變，推廣為由一般民眾擔任志工，錄製有聲書，並提供給視障朋友。優點是將有更多一般民眾參與，增加書籍的廣度。
- 電子書平台--仿效美國[無障礙線上圖書館]：BOOKSHARE平台，設置一個收藏豐富電子化有聲書/點字書)的平台，提供視障朋友免費取用

## 相關連結
- 國立臺灣圖書館視障資料中心（教育部指定身心障礙專責圖書館） （页面存档备份，存于）
- 啟明分館視障電子圖書館 （页面存档备份，存于）
- 無障礙全球資訊網 （页面存档备份，存于）
- DAISY電子有聲書平台，提供有聲書給視障朋友下載 （页面存档备份，存于）
- 台灣數位有聲書推展學會 （页面存档备份，存于）
- 免費有聲書網站LibriVox，主要提供公領域的有聲書（页面存档备份，存于）
- 華文視障電子書圖書館 （页面存档备份，存于）